# Travestie-Revue-Theater Carte Blanche

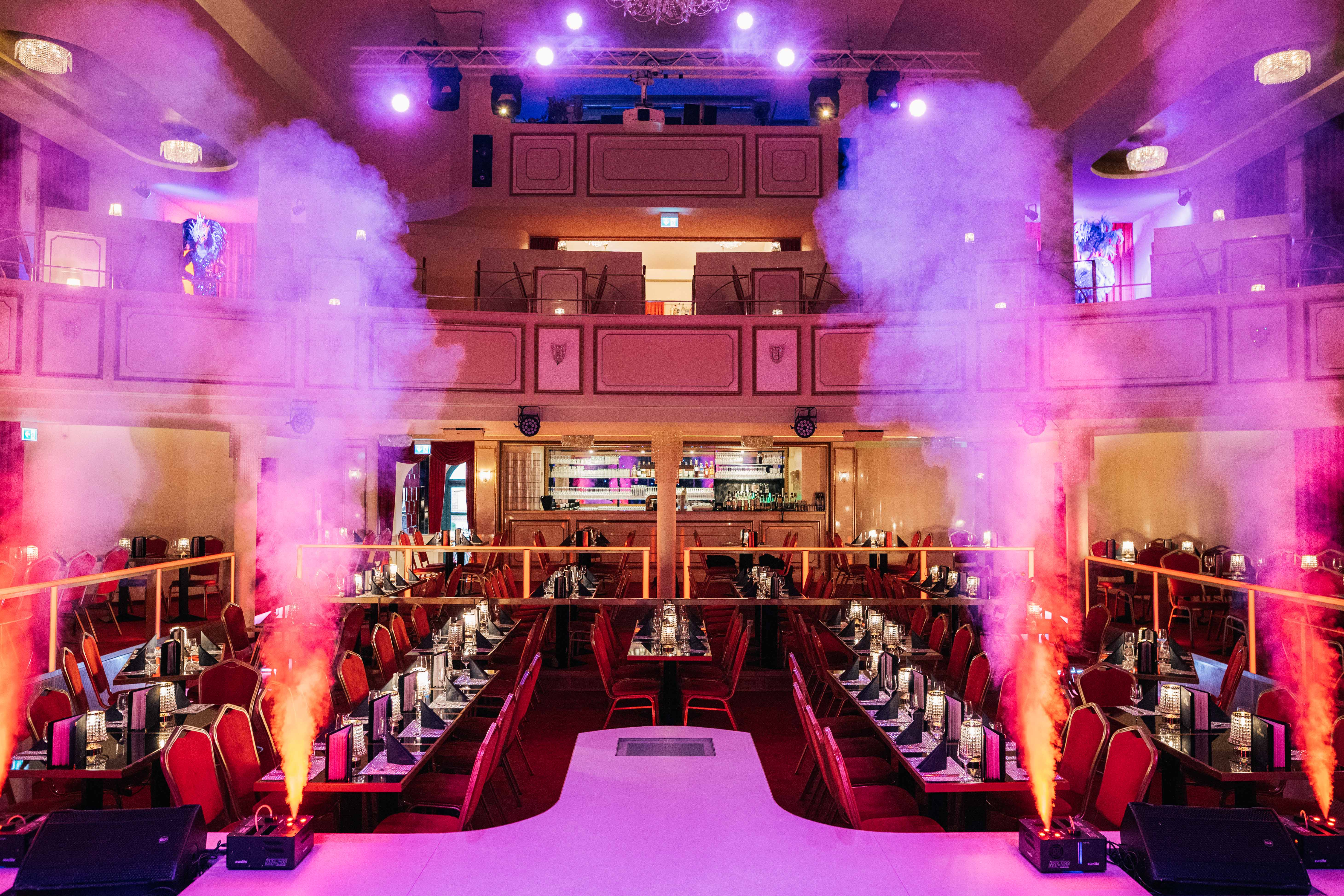
Das Theater Carte Blanche

Das Travestie-Revue-Theater Carte Blanche ist ein Travestietheater im Dresdner Stadtteil Äußere Neustadt. Das renommierte Ensemble, welches 2009 im Rahmen der Dresdner Filmnächte sein 25-jähriges Bestehen feierte, erlangte unter anderem durch die im Vorabendprogramm ausgestrahlte Fernsehsendung Das Sat.1-Magazin bundesweite Bekanntheit, als Reporter eine Woche lang die Theaterchefin Zora Schwarz begleiteten und hinter die Kulissen des Theaters schauten.

## Geschichte des „Carte Blanche“
Im Jahre 1984 gründeten die in Kroatien geborene und später lange Zeit in Dortmund lebende Zora Schwarz sowie Erich Mühlheim die Travestie-Gruppe Carte Blanche, die mit wechselnden Mitgliedern durch ganz Deutschland tourte. Zwei Jahre nach dem Tod ihres Mannes Bernd Schwarz, der in der Show hauptsächlich als Techniker und Organisator mitarbeitete, eröffnete Zora am 28. November 2003 in unmittelbarer Nähe des noch bestehenden Ladens Pfunds Molkerei in der Dresdner Prießnitzstraße in ehemaligen Produktionsgebäuden der Molkerei das Travestie-Revue-Theater Carte Blanche und nahm somit Abschied vom Tourleben. Das Theater zeigt Ausschnitte bekannter Musicals, Comedy und Parodien von Stars wie Cher, Madonna, Katy Perry, Milva und vielen mehr. Nur zwei Jahre nach der Eröffnung des Revue-Theaters hatte allerdings das Gründungsmitglied Erich bei einer Probe 2005 einen schweren Unfall, von dem er sich bis heute noch nicht wieder erholt hat.
Im April 2008 begleiteten im Rahmen der Reihe „Zoras Glamour Welt“ eine Woche lang Reporter, der im Vorabendprogramm ausgestrahlten Fernsehsendung Das Sat.1-Magazin, die Theater-Chefin Zora Schwarz und sahen dabei hinter die Kulissen des Theaters, wodurch dieses auch deutschlandweite Bekanntheit erlangte.
2009 bestand das Ensemble bereits aus sechs festen Mitgliedern: Zora Schwarz, Ann Maciva, Stefanie Colbert, Dusty Rose, Kim Jackson und Jessica Spirit. Das Showprogramm wird außerdem regelmäßig geändert. Es treten in jedem Monat neue oft bereits durch Film und Theater bekannt gewordene Gastkünstler wie Elke Winter, Leslie Anderson, Wanda Kay, Marcel Bijou, Jhonny Boy, Paula Jackson oder Miss Chantal (Gorden Gatz) auf. Gatz, der in seinen Referenzen selbst zahlreiche Auftritte im TV und bei großen kulturellen Veranstaltungen wie bei den Internationalen Filmfestspielen in Berlin (Berlinale) aufweisen kann, war von 2003 bis 2010 regelmäßiger Stargast, Ensemblemitglied und künstlerischer Leiter des Revue-Theaters.
Am 25. Juli 2009 feierte das Ensemble mit der Revue „La Grande Revue – Die Nacht der Travestie“ vor 4.000 Zuschauern im Rahmen der Dresdner Filmnächte sein 25-jähriges Bestehen. Im selben Jahr erschien das Buch „Travestie - Die große Revue: Carte Blanche“ des Sarrasani-Biografen Ernst „Ergü“ Günther, welches sich mit der Geschichte der Travestie sowie zu einem Hauptteil mit Zora Schwarz und dem Carte Blanche befasst.
Im Juni 2013 wurde das Carte Blanche durch das Dresdner Hochwasser völlig zerstört. Der kleine Fluss Prießnitz, der direkt hinter dem Theater entlang fließt, überflutete das Theater, das Varieté-Theater Dresden und den Kostümfundus.
Nach sechs Monaten Spielpause und Komplettumbau öffnete das Carte Blanche am 28. November wieder seine Pforten.
Im Januar 2015 begann der Umbau des angrenzenden und bisher leerstehenden Molkereisaales, um die beiden Bühnen des Carte Blanche und Variete-Theater Dresden zusammenzulegen. Am 1. Oktober eröffnete das neue Theater mit einer Kapazität von 220 Sitzplätzen und zählt nun somit zu den größten Travestie Theatern Europas.
Als das Carte Blanche Theater 2022 nach der Coronapandemie endlich wieder öffnen konnte, musste noch vor der ersten Show ein schwerer Schlag hingenommen werden: Michael Altmann alias Kim Jackson verstarb unerwartet nach 30 Jahren im Carte Blanche Ensemble. Doch „Show must go on“ – trotz Abschied und kurzfristiger Show-Neuplanung präsentierte sich das Carte Blanche in strahlendem Licht. Am Ende des Jahres, taggenau am 28. November, wurde das Bestehen des Carte Blanche Theaters mit einer Jubiläumsgala gefeiert und gewürdigt. Geladen waren dabei nicht nur Partner und Freunde des Carte Blanche Theaters, sondern auch Gäste wie Holger Knievel, Petra Morgenstern, Wolle Förster, Katrin Koch u. v. a. An diesem Abend wurde die Jubiläumsshow „Dresdens Traumfabrik“ außerdem uraufgeführt.
Des Weiteren wurden bei diesem Jubiläum Spenden akquiriert, um den Panama-Spielplatz, ein lokales gemeinnütziges Projekt zu unterstützen.
Bis 2023 hat das Ensemble des Carte Blanche Theater einiges an Zuwachs bekommen. Zum festen Team gehören mittlerweile Zora Schwarz, Stefanie Colbert, Dusty Rose, Josie Diamond, Mara, Amanda, David, Dascha und Darina.
Im Juni 2024 feierte das Ensemble des Carte Blanche Theaters sein 40-jähriges Bestehen mit Gastkünstlern wie Elke Winter, Jhonny Boy, PaulA Jackson, Miss Chantal, Joy Peters und Ikenna. Das Ensemble wurde außerdem von Gene Pascale und Susan Dueval unterstützt, die immer wieder als Gastkünstler auf der Bühne des Theaters stehen.

## Unternehmen

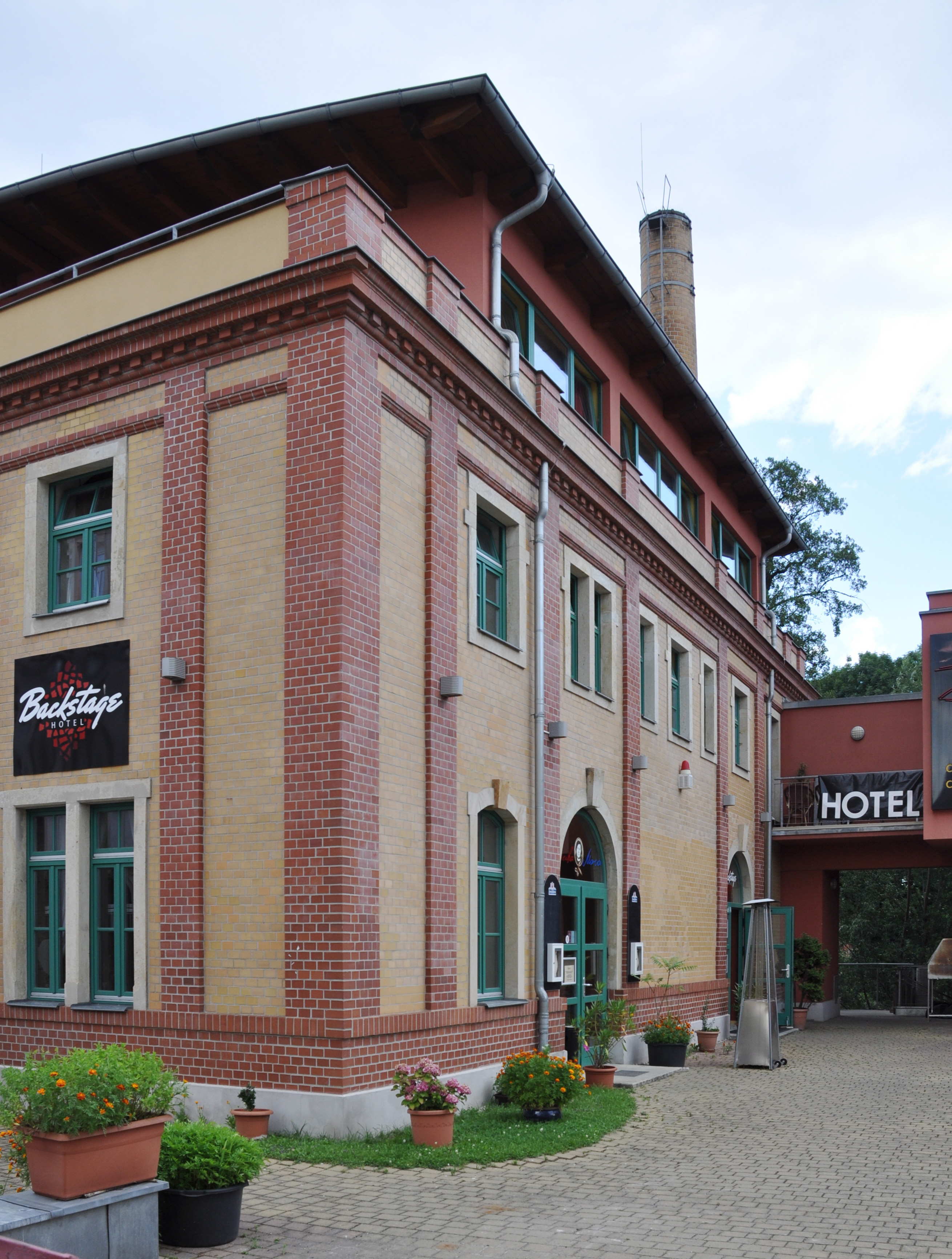
Hotel Backstage

Das „Carte Blanche“ wird von der Dresdner „Carte Blanche Theater GmbH“ betrieben. Zum Unternehmen gehören neben dem travestie-Theater ebenfalls die Cocktailbar „ZORA“ und das Hotel „Backstage“, welche sich auf dem unmittelbaren Gelände der Prießnitzstraße 10–12 befinden. Am 26. Februar 2011 eröffnete hier außerdem das Varieté Theater Dresden, welches eine Kapazität von 140 Plätzen aufweisen kann. Stargäste waren hier bereits bekannte Künstler wie Bürger Lars Dietrich (Eröffnung im Februar 2011), Désirée Nick (Mai 2011), Herbert Feuerstein (Oktober 2011) und Nick Howard (Mai 2013).
Nach dem Hochwasser im Jahr 2013 wurde das Varieté Theater nicht wiedereröffnet. Stattdessen wurde das Carte Blanche Theater – in dem ehemaligen Festsaal der Molkerei – komplett umgebaut und modernisiert. Seit dem 1. Oktober 2015 finden mit der Neueröffnung in dem glamourösen Travestie-Theater nun 220 Gäste Platz.